# 공유 소스 이니셔티브
공유 소스 이니셔티브(Shared Source Initiative, SSI)는 마이크로소프트가 2001년 5월에 시작한 소스 입수 가능 소프트웨어 라이선스 제도이다. 이 프로그램은 다양한 기술과 라이선스를 포함하며, 대부분의 소스 코드 제공은 적격 기준이 충족되면 다운로드할 수 있다.

## 개요
마이크로소프트의 공유 소스 이니셔티브는 개인과 조직이 마이크로소프트의 소스 코드에 접근하여 참조(예: 보완 시스템 개발 시), 보안 관점에서 검토 및 감사(주로 일부 대기업 및 정부에서 요구), 개발(학술 기관, OEM, ODM, IHV, IBV, ISV, 개별 개발자)을 수행할 수 있도록 허용한다. 예를 들어, 델, HP, 노키아와 같은 상위 OEM은 마이크로소프트 윈도우의 더 많은 소스 코드를 얻을 수 있다.
이 프레임워크의 일환으로 마이크로소프트는 일반적인 사용을 위한 5가지 라이선스를 발표했다. 이 중 마이크로소프트 퍼블릭 라이선스와 마이크로소프트 상호 라이선스(Microsoft Reciprocal License)는 오픈 소스 이니셔티브에 의해 오픈 소스 사용권으로 승인되었으며 자유 소프트웨어 재단에 의해 자유 소프트웨어 라이선스로 간주된다. 다른 공유 소스 라이선스는 사유 소프트웨어이며, 따라서 저작권자가 제품 사용에 대한 더 엄격한 통제권을 유지할 수 있도록 한다.
마이크로소프트의 공유 소스 이니셔티브는 RISC OS Open Ltd와 같은 다른 회사들도 모방했다.
마이크로소프트는 또한 공유 소스 CLI 라이선스 및 마이크로소프트 Windows Embedded CE 6.0 공유 소스 라이선스와 같은 일부 제품에 대한 특정 라이선스를 사용한다.

## 자유-오픈 소스 라이선스
다음 라이선스는 오픈 소스 이니셔티브에 의해 오픈 소스로, 자유 소프트웨어 재단에 의해 자유로 간주된다.

### 마이크로소프트 퍼블릭 라이선스 (Ms-PL)
이는 마이크로소프트 라이선스 중 가장 제한이 적으며, Ms-PL을 준수하는 모든 라이선스 하에서 상업적 또는 비상업적 목적으로 컴파일된 코드의 배포를 허용한다. 소스 코드 자체의 재배포는 Ms-PL 하에서만 허용된다. 처음에는 마이크로소프트 허용 라이선스(Microsoft Permissive License)로 명명되었으나, 오픈 소스 이니셔티브(OSI)의 승인 검토 중 마이크로소프트 퍼블릭 라이선스(Microsoft Public License)로 이름이 변경되었다. 이 라이선스는 Ms-RL과 함께 2007년 10월 12일에 승인되었다.
자유 소프트웨어 재단에 따르면, 이는 자유 소프트웨어 라이선스이지만 GNU GPL과 호환되지 않는다. Ms-PL은 이 라이선스 하에서 소스 코드를 사용하는 개발자에게 자유롭고 유연한 라이선스를 제공한다. 그러나 Ms-PL은 해당 소프트웨어의 소스 코드가 동일한 라이선스(Ms-PL) 하에서만 배포되도록 요구하므로 카피레프트 라이선스이다.

### 마이크로소프트 상호 라이선스 (Ms-RL)
이 마이크로소프트 라이선스는 수정된 소스 파일이 포함되고 Ms-RL을 유지하는 한 파생 코드의 배포를 허용한다. Ms-RL은 배포에 포함된 파일 중 Ms-RL에 따라 원래 라이선스가 부여되지 않은 파일에 대해 저작권자의 선택에 따라 라이선스를 부여할 수 있도록 한다. 이는 CDDL, EPL 또는 LGPL (일반적인 "연결 예외"가 있는 GPL)과 유사하지만 동일하지는 않다. 처음에는 마이크로소프트 커뮤니티 라이선스(Microsoft Community License)로 알려졌으나, OSI 승인 과정에서 이름이 변경되었다.
2005년 12월 9일, Ms-RL 라이선스는 존 코완(John Cowan)에 의해 오픈 소스 이니셔티브에 승인을 위해 제출되었다. OSI는 마이크로소프트에 연락하여 진행 여부를 물었다. 마이크로소프트는 반응적이지 않으며 그러한 결정을 검토할 시간이 필요하다고 답했다.
2007년 7월 오라일리 오픈 소스 컨벤션(O'Reilly Open Source Convention)에서 마이크로소프트의 오픈 소스 프로젝트 담당 이사인 빌 힐프는 마이크로소프트가 Ms-PL과 Ms-RL을 OSI에 공식적으로 승인을 위해 제출했다고 발표했다. 이 라이선스는 Ms-PL과 함께 2007년 10월 12일에 승인되었다. 자유 소프트웨어 재단에 따르면, 이는 자유 소프트웨어 라이선스이지만 GNU GPL과 호환되지 않는다.

## 제한된 라이선스
다음 소스 입수 가능 소프트웨어 라이선스에는 오픈 소스 이니셔티브에 따른 오픈 소스 및 자유 소프트웨어 재단에 따른 자유를 방해하는 제한 사항이 있다.

### 마이크로소프트 제한 퍼블릭 라이선스 (Ms-LPL)
이것은 마이크로소프트 윈도우 기반 소프트웨어 개발자에게만 권리가 부여되는 마이크로소프트 퍼블릭 라이선스 버전이다. 이 라이선스는 OSI에서 정의한 오픈 소스가 아니다. 이는 소프트웨어 사용을 윈도우로 제한하는 조항이 오픈 소스 라이선스가 기술 중립적이어야 한다는 조건을 위반하기 때문이다. 이 제한 때문에 자유 소프트웨어 재단에서도 비자유 라이선스로 간주된다.

### 마이크로소프트 제한 상호 라이선스 (Ms-LRL)
이것은 마이크로소프트 윈도우 플랫폼용 소프트웨어를 개발할 때만 권리가 부여되는 마이크로소프트 상호 라이선스 버전이다. Ms-LPL과 마찬가지로 이 라이선스는 기술 중립적이지 않기 때문에 오픈 소스가 아니다. 이는 라이선스된 소프트웨어가 윈도우에서 사용되어야 한다는 제한 때문이며, 이 제한 때문에 자유 소프트웨어 재단에서도 자유롭지 않은 것으로 간주된다.

### 마이크로소프트 참조 소스 라이선스 (Ms-RSL)
이것은 마이크로소프트 공유 소스 라이선스 중 가장 제한적인 라이선스이다. 소스 코드는 참조 목적으로만 볼 수 있으며, 주로 디버깅 중에 마이크로소프트 클래스 소스 코드를 볼 수 있도록 제공된다. 개발자는 상업적 또는 비상업적 목적으로 코드를 배포하거나 수정할 수 없다. 이 라이선스는 이전에 Ms-RL로 약칭되었으나, Ms-RL은 이제 마이크로소프트 상호 라이선스를 의미한다.

## 비판
두 가지 특정 공유 소스 라이선스는 FSF와 OSI에 의해 자유 소프트웨어 및 오픈 소스 라이선스로 해석된다. 그러나 전 OSI 회장 마이클 티만은 "공유 소스"라는 문구 자체가 마이크로소프트가 만든 마케팅 용어라고 생각한다. 그는 이 용어가 "비슷한 용어를 사용하고 비슷한 약속을 제공하여 오픈 소스 메시지를 방해하고 희석시키는 반란적인 용어"라고 주장한다.
공유 소스 이니셔티브는 또한 라이선스 범람 문제를 증가시키는 것으로도 지적되었다.

## 같이 보기
- 오픈 소스 이니셔티브
- 소스 입수 가능 소프트웨어